# Australian National Antarctic Research Expeditions
Als Australian National Antarctic Research Expeditions (ANARE) werden die nationalen und privaten Erkundungsexpeditionen Australiens in die Antarktis seit 1947 benannt. 1948 wurde die Australian Antarctic Division gegründet, um ANARE zu organisieren und zu verwalten. Der Fokus der Expeditionen liegt auf der wissenschaftlichen Erkundung der Antarktis, an der sich sowohl private als auch staatliche Körperschaften beteiligen.
Zu den staatlichen Organisationen gehören hierbei vor allem das Australian Bureau of Meteorology, die Australian Geological Survey Organisation (AGSO), die Australian Surveying and Land Information Group (AUSLIG) und die Commonwealth Scientific and Industrial Research Organisation (CSIRO). Die nichtstaatlichen Organisationen umfassen vor allem australische Universitäten und Forschungsinstitute.